# Semiarundinaria kagamiana
Semiarundinaria kagamiana är en gräsart som beskrevs av Tomitaro Makino. Semiarundinaria kagamiana ingår i släktet Semiarundinaria och familjen gräs. Inga underarter finns listade i Catalogue of Life.